# Jennifer Ferrin
Jennifer Ferrin (* 25. Februar 1979 in Lawrenceville, Georgia) ist eine US-amerikanische Schauspielerin.

## Frühe Jahre
Jennifer Ferrin wurde in der Stadt Lawrenceville, im US-Bundesstaat Georgia, geboren. In ihrer Kindheit war sie begeisterte Sängerin, zudem spielte sie Klavier und Cello. Sie besuchte die Brookwood High School, wo sie in einigen Aufführungen in Hauptrollen auf der Bühne stand und sang auch im Schulchor. Nach dem Abschluss studierte sie am College of Charleston und später an der North Carolina School of the Arts in Winston-Salem, welche sie mit einem Bachelor of Fine Arts in Drama abschloss.

## Karriere
Ferrins Karriere vor der Kamera begann im Jahr 2002, nachdem sie in einer Episode der Serie Dawson’s Creek auftrat und eine kleine Rolle in dem Fernsehfilm The Locket übernahm. Bereits ein Jahr später wurde sie in der Rolle der Jennifer Munson Kasnoff Donovon in der Seifenoper Jung und Leidenschaftlich – Wie das Leben so spielt besetzt, die sie insgesamt bis 2006 spielte. Für ihre Darstellung wurde sie zweimal für einen Daytime Emmy Award in den Kategorien Beste Jungdarstellerin in einer Dramaserie und ein Jahr später als Beste Nebendarstellerin in einer Dramaserie nominiert.
2007 war sie in einer Nebenrolle in der Serie The Kill Point zu sehen. Ein Jahr darauf folgte die nächste in Life on Mars. Ihre Gastauftritte im US-Fernsehen umfassen etwa Produktionen wie Rescue Me, Fringe – Grenzfälle des FBI, White Collar, Nurse Jackie, Boardwalk Empire, Unforgettable, Good Wife, Royal Pains, Elementary, Deception, Person of Interest oder Homeland.
Ab 2013 konnte Ferrin durch ihre Rollen in international ausgestrahlten Fernsehserien ihre Bekanntheit steigern. So übernahm sie zunächst als Molly eine kleine Rolle in The Following. Hinzu kam die Rolle der Rebecca Mason, die sie in Falling Skies bis 2015 spielte und zudem als Louise Ellison eine Hauptrolle ab der dritten Staffel in Hell on Wheels, insgesamt bis 2016. Von 2014 bis 2015 war sie außerdem als Abigail Alford in The Knick zu sehen. Weitere Seriennebenrollen folgten in Falling Water, Time After Time und 2018 in Sneaky Pete und Rise. Ihre Auftritte in Filmen umfassen etwa Over/Under und Sex and the City 2.

## Persönliches
Ferrin ist seit 2014 mit dem Innenarchitekten Zachary Bliss verheiratet, die sich 2009 kennenlernten. Sie leben in Amagansett, im US-Bundesstaat New York.

## Filmografie (Auswahl)
- 2002: Dawson’s Creek (Fernsehserie, Episode 5x23)
- 2002: The Locket (Fernsehfilm)
- 2003–2006: Jung und Leidenschaftlich – Wie das Leben so spielt (As the World Turns, Fernsehserie, 251 Episoden)
- 2006: Rescue Me (Fernsehserie, 2 Episoden)
- 2006: 3 lbs. (Fernsehserie, 2 Episoden)
- 2007: The Kill Point (Fernsehserie, 8 Episoden)
- 2008–2009: Life on Mars (Fernsehserie, 5 Episoden)
- 2009: Fringe – Grenzfälle des FBI (Fringe, Fernsehserie, Episode 1x19)
- 2009: Law & Order: Special Victims Unit (Fernsehserie, Episode 11x01)
- 2009: Bunker Hill (Fernsehfilm)
- 2010: White Collar (Fernsehserie, Episode 1x10)
- 2010: Nonames
- 2010: Nurse Jackie (Fernsehserie, 2 Episoden)
- 2010: Sex and the City 2
- 2011: The Cape (Fernsehserie, 10 Episoden)
- 2011: Boardwalk Empire (Fernsehserie, Episode 2x04)
- 2011: Unforgettable (Fernsehserie, Episode 1x11)
- 2011–2012: Royal Pains (Fernsehserie, 2 Episoden)
- 2012: Good Wife (The Good Wife, Fernsehserie, Episode 3x13)
- 2012: Elementary (Fernsehserie, Episode 1x02)
- 2013: Mother’s Day (Fernsehfilm)
- 2013: Over/Under (Fernsehfilm)
- 2013: Deception (Fernsehserie, 2 Episoden)
- 2013: The Following (Fernsehserie, 5 Episoden)
- 2013: Person of Interest (Fernsehserie, Episode 3x07)
- 2013–2015: Falling Skies (Fernsehserie, 6 Episoden)
- 2013–2016: Hell on Wheels (Fernsehserie, 24 Episoden)
- 2014–2015: The Knick (Fernsehserie, 10 Episoden)
- 2016: Mutt (Kurzfilm)
- 2016: Falling Water (Fernsehserie, 4 Episoden)
- 2017: Time After Time (Fernsehserie, 6 Episoden)
- 2017–2018: Mosaic (Fernsehserie, 7 Episoden)
- 2018: Sneaky Pete (Fernsehserie, 8 Episoden)
- 2018: Homeland (Fernsehserie, 2 Episoden)
- 2018: Rise (Fernsehserie, 6 Episoden)
- 2019: The Passage (Fernsehserie, 4 Episoden)
- 2019: The Blacklist (Fernsehserie, 8 Episoden)
- 2019: Instinct (Fernsehserie, Episode 2x01)
- 2019: God Friended Me (Fernsehserie, Episode 2x08)
- 2019: Evil (Fernsehserie, Episode 1x09)
- seit 2021: The Equalizer (Fernsehserie, 10 Episoden)
- 2022–2024: Pretty Little Liars: Original Sin (Fernsehserie, 13 Episoden)
- 2024: American Horror Stories (Fernsehserie, Episode 3x07)